# サンドロ・マムケラシュビリ
アレクサンダー・"サンドロ"・マムケラシュビリ（Alexander "Sandro" Mamukelashvili, 1999年5月23日 - ）は、ジョージアのプロバスケットボール選手。アメリカ合衆国・ニューヨーク州ニューヨーク出身。NBAのトロント・ラプターズに所属している。ポジションはパワーフォワードまたはセンター。

## 経歴

### 生い立ち
アメリカ合衆国で生まれた後、すぐにジョージアへ移住。英語の他にグルジア語、ロシア語、イタリア語を話すことができる。ザザ・パチュリアを目標としてバスケを始め、14歳でイタリアへ移住した。

### ハイスクール
2016年にアメリカに戻り、モントバード・アカデミーへ進学。RJ・バレットらと共にプレーし、パチュリアから指導を受けた。
2017年4月20日にシートン・ホール大学へのコミットを発表した。他にはUSC、サウスカロライナ大学、ヴァンダービルト大学からオファーを受けていた。

### カレッジ
シートン・ホール大学では4年間プレーし、4年目の2020-21シーズンは平均17.5得点、7.6リバウンド、3.2アシストを記録。ビッグ・イーストの最優秀選手賞を受賞し、カール・マローン賞のファイナリストにも選出された。このシーズン終了後、2021年のNBAドラフトにエントリーした。

### ミルウォーキー・バックス
2021年7月29日に行われたNBAドラフトにて2巡目全体54位でインディアナ・ペイサーズから指名され、その後にアイザイア・トッドのドラフト交渉権とのトレードで、ヨルゴス・カレイツァキスのドラフト交渉権、2つの将来のドラフト2巡目指名権と共にミルウォーキー・バックスへ放出された。8月4日にバックスとのツーウェイ契約に合意した。
2021-22シーズンはNBAで43試合に出場した。
2022年のサマーリーグにバックスの一員として参加し、オールサマーリーグファーストチームに選出された。
2023年3月1日に解雇された。

### サンアントニオ・スパーズ
2023年3月3日にウェイバー公示を経てサンアントニオ・スパーズへ移籍した。
2024年7月22日にスパーズとの再契約に合意した。 
2025年3月19日のニューヨーク・ニックス戦で、僅か19分間の出場ながらキャリアハイとなる34得点を含む9リバウンド、3アシスト、1スティールを記録し、これは20分未満の出場で記録したNBA史上最多得点であった。

### トロント・ラプターズ
2025年7月4日、トロント・ラプターズと契約した。

## 代表歴
2019年のワールドカップ予選と、U-20ヨーロッパ選手権のジョージア代表に選出されている。2024年パリオリンピック予選にも出場し、フィリピン戦では26得点、7リバウンド、3アシストを記録した。

## 個人成績

### NBA

#### レギュラーシーズン
| シーズン | チーム | GP  | GS | MPG  | FG%  | 3P%  | FT%  | RPG | APG | SPG | BPG | PPG  |
| -------- | ------ | --- | -- | ---- | ---- | ---- | ---- | --- | --- | --- | --- | ---- |
| 2021–22  | MIL    | 41  | 3  | 9.9  | .496 | .423 | .818 | 2.0 | .5  | .2  | .2  | 3.8  |
| 2022–23  | MIL    | 24  | 0  | 9.0  | .328 | .219 | .667 | 2.3 | .7  | .2  | .2  | 2.4  |
| 2022–23  | SAS    | 19  | 7  | 23.3 | .453 | .343 | .692 | 6.8 | 2.4 | .5  | .4  | 10.8 |
| 2023–24  | SAS    | 46  | 5  | 9.8  | .471 | .297 | .735 | 3.2 | 1.1 | .2  | .3  | 4.1  |
| 2024–25  | SAS    | 61  | 0  | 11.2 | .502 | .373 | .741 | 3.1 | .8  | .4  | .3  | 6.3  |
| 通算     | 通算   | 191 | 15 | 11.5 | .471 | .348 | .731 | 3.1 | .9  | .3  | .3  | 5.2  |

### カレッジ
| シーズン | チーム           | GP  | GS | MPG  | FG%  | 3P%  | FT%  | RPG | APG | SPG | BPG | PPG  |
| -------- | ---------------- | --- | -- | ---- | ---- | ---- | ---- | --- | --- | --- | --- | ---- |
| 2017–18  | シートン・ホール | 34  | 0  | 9.6  | .471 | .296 | .600 | 1.9 | .5  | .2  | .5  | 2.6  |
| 2018–19  | シートン・ホール | 34  | 34 | 29.2 | .437 | .301 | .612 | 7.8 | 1.6 | .6  | 1.2 | 8.9  |
| 2019–20  | シートン・ホール | 20  | 18 | 26.1 | .540 | .434 | .658 | 6.0 | 1.4 | .5  | .6  | 11.9 |
| 2020–21  | シートン・ホール | 27  | 27 | 35.6 | .434 | .336 | .714 | 7.6 | 3.2 | 1.1 | .6  | 17.5 |
| 通算     | 通算             | 115 | 79 | 24.4 | .459 | .339 | .663 | 5.7 | 1.6 | .6  | .7  | 9.6  |